# Duop Reath
Duop Thomas Reath, né le 26 juin 1996 à Waat alors au Soudan, est un joueur australien de basket-ball évoluant au poste de pivot. Il remporte la médaille de bronze du tournoi masculin aux Jeux olympiques d'été de 2020 à Tokyo.

## Biographie
En septembre 2023, Duop Reath participe à la Coupe du monde avec l'Australie. Il s'engage ensuite avec les Trail Blazers de Portland (NBA) pour une saison. En octobre 2023, son contrat est reconverti en un contrat two-way. En février 2024, son contrat two-way est converti en un contrat standard.

## Records sur une rencontre en NBA
Les records personnels de Duop Reath en NBA sont les suivants, :
| Type de statistique        | Saison régulière | Saison régulière        | Saison régulière |
| Type de statistique        | Record           | Adversaire              | Date             |
| -------------------------- | ---------------- | ----------------------- | ---------------- |
| Points                     | 16               | Cavaliers de Cleveland  | 15 novembre 2023 |
| Paniers marqués            | 6                | Cavaliers de Cleveland  | 15 novembre 2023 |
| Paniers tentés             | 10               | 2 fois                  | 2 fois           |
| Paniers à 3 points réussis | 3                | @ Lakers de Los Angeles | 12 novembre 2023 |
| Paniers à 3 points tentés  | 8                | @ Lakers de Los Angeles | 12 novembre 2023 |
| Lancers francs réussis     | 2                | 2 fois                  | 2 fois           |
| Lancers francs tentés      | 2                | 2 fois                  | 2 fois           |
| Rebonds offensifs          | 2                | Cavaliers de Cleveland  | 15 novembre 2023 |
| Rebonds défensifs          | 3                | @ Lakers de Los Angeles | 12 novembre 2023 |
| Rebonds totaux             | 3                | @ Lakers de Los Angeles | 12 novembre 2023 |
| Passes décisives           | 3                | 2 fois                  | 2 fois           |
| Interceptions              | 2                | @ Suns de Phoenix       | 21 novembre 2023 |
| Contres                    | 1                | @ Lakers de Los Angeles | 12 novembre 2023 |
| Balles perdues             | 2                | @ Jazz de l'Utah        | 14 novembre 2023 |
| Minutes jouées             | 20               | Cavaliers de Cleveland  | 15 novembre 2023 |

- Double-double : 0
- Triple-double : 0

Dernière mise à jour : 22 novembre 2023